# Biblioteca Teresiana

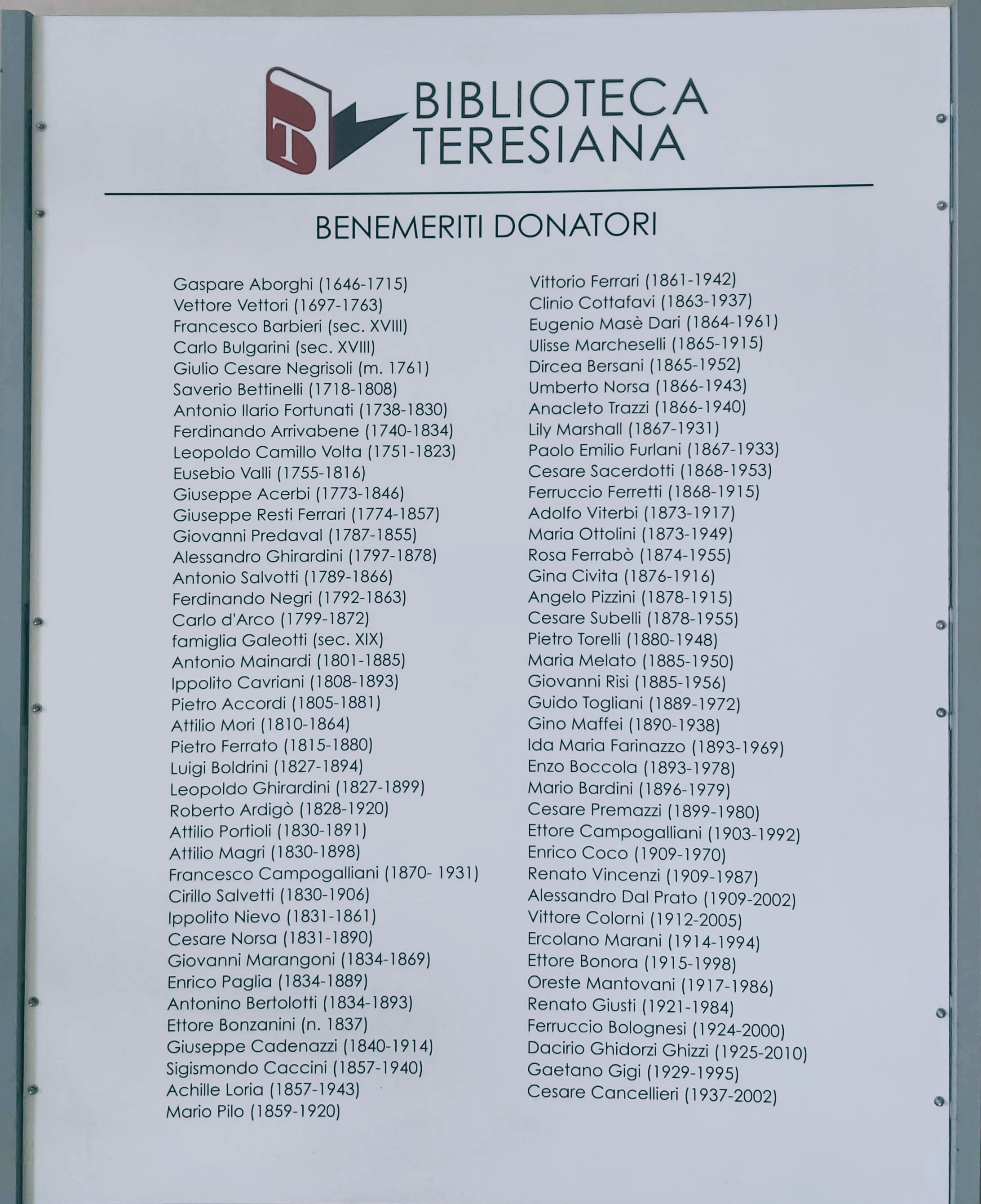
Donatori della Biblioteca Teresiana

La Biblioteca Teresiana è una biblioteca storica, fondata a Mantova dall'imperatrice Maria Teresa d'Austria, nel 1780.
Dal 1881 è biblioteca comunale.

## Sede

### Ex Collegio Gesuitico
La Biblioteca ha sede nell' ex collegio della Compagnia di Gesù.
I gesuiti, preposti alla formazione superiore e universitaria delle classi dirigenti della città, si insediarono a Mantova nel 1584, col favore e l'appoggio del duca Guglielmo Gonzaga e della moglie Eleonora d'Austria, e operarono fino alla soppressione dell'Ordine avvenuta nel 1773. 
Il complesso architettonico appartenente ai gesuiti occupava l'intero isolato compreso fra via Roberto Ardigò, via Pomponazzo, via Dottrina Cristiana.
L'adiacente Palazzo degli Studi (Mantova) fu fatto costruire dai gesuiti tra il 1753 e il 1763, su disegni dell'architetto bolognese Alfonso Torreggiani, come nuova residenza per il Ginnasio, che sarà denominato poi dagli austriaci Regio Arciducale Ginnasio (oggi Liceo Virgilio). In origine l'uso della Biblioteca era destinato soprattutto ai docenti e agli studenti del Ginnasio.
Gli edifici appartenuti al convento, dal 1883 furono occupati dall'Archivio di Stato di Mantova.
Fronteggia l'ex collegio gesuitico il Palazzo dell'Accademia, sede dal 1562 degli accademici mantovani e ora dell'Accademia Nazionale Virgiliana.
Nell'insieme questi palazzi costituiscono la città degli studi di Mantova.

### Sale teresiane
Gli ambienti destinati alla Biblioteca furono due grandi sale poste al primo piano e riadattate su progetto dell'architetto veronese Paolo Pozzo. In onore dell'imperatrice furono chiamate prima e seconda teresiana.
Le grandi scaffalature in noce, inizialmente realizzate solo per la prima sala (nella seconda verranno installate nel 1818) si ispiravano allo stile di Fischer von Erlach, architetto della Hofbibliothek di Vienna (1726).

## Storia
L'Imperial Regia Biblioteca di Mantova fu aperta al pubblico il 30 marzo 1780.
L'imperatrice Maria Teresa d'Austria aveva varato un vasto programma di laicizzazione e riforma delle istituzioni culturali ed educative e la fondazione della Biblioteca ne rappresentava una tappa importante.
La Biblioteca fu, in origine, Museo Antiquario e Biblioteca dell'Accademia di scienze e belle lettere, per cui sopravvivono in essa piccole sezioni di oggetti d'arte. 

### Periodo asburgico: 1780-1797
Prefetto della biblioteca fu nominato l'avvocato Leopoldo Camillo Volta, letterato e erudito mantovano che aveva soggiornato a lungo a Vienna, frequentato la Biblioteca Imperiale e allacciato rapporti col direttore della stessa, l'abate Michel Denis.
Il primo nucleo di volumi della Biblioteca proveniva dalla biblioteca del Collegio Gesuitico, da quella dall'Accademia,
dalle librerie del soppresso convento dei carmelitani (1783), da donazioni e lasciti di privati.
Furono acquisiti duplicati di volumi delle biblioteche di Vienna, di Cremona e dalla Biblioteca nazionale braidense.
Mancavano opere di carattere scientifico: il prefetto riuscì a ottenere un rilevante numero di volumi della biblioteca "Cornaro" del senatore veneziano Giacomo Soranzo e l'imperatrice donò una parte dell'acquisto della raccolta del naturalista svizzero Albrecht von Haller.

### Periodo napoleonico: 1797-1814
Durante il periodo francese la Biblioteca si arricchisce di manoscritti e volumi provenienti dai conventi soppressi di San Benedetto in Polirone (1797), dei conventi degli agostiniani (1797), dei domenicani (1797), dei francescani (1805). 
Nel 1823 i volumi depositati nella Biblioteca erano circa 40.000.

### Periodo della Restaurazione 1815-1866
- Nel 1816 furono restituiti manoscritti trafugati dai francesi;
- Nel 1824 ci fu l'acquisto di manoscritti appartenenti al fondo di Leopoldo Camillo Volta, prefetto della Biblioteca dal 1779 al 1823.
- Nel 1838 la Biblioteca acquisì la raccolta completa dal 1689 della "Gazzetta di Mantova".[13]

### Regno d'Italia: 1866-1946
- Nel 1866, la Biblioteca divenne governativa.
- Nel 1881 divenne comunale.
- Agli inizi del '900 il numero dei volumi arrivò a circa 120.000.
- Nel 1912 al piano terra si aprì la "Biblioteca Popolare", aperta di sera, da novembre ad aprile, per consentire l'affluenza dei lavoratori: nel 1915 fu trasferita a Palazzo Aldegatti.
- Nel 1930 avvenne l'acquisizione della biblioteca della Comunità ebraica di Mantova.
- Nel 1952 il patrimonio di volumi ammontava a 200.000.[12]

### Interventi di ristrutturazione
- Nel 1930 la Biblioteca si estende inglobando un lungo corridoio, fino al 1915 adibito a museo antiquario. Tra il 1915 e il 1925 le statue erano state trasferite a Palazzo Ducale. Il corridoio fu diviso in sale di consultazione, uffici e magazzini.
- Nel 1932 è creata la Sala dei Libri Rari.
- Nel 1959 sono ristrutturate le sale di studio, gli uffici, i magazzini e la scala di accesso.
- Nel 1995 inizia il restauro e la messa a norma di tutto l'edificio.[14]
- La riapertura della Biblioteca al pubblico avviene il 30 marzo 2014.[15][16]

## Biblioteca digitale
La Biblioteca Teresiana possiede un cospicuo patrimonio digitalizzato, costituito da circa 350.000 immagini consultabili in rete: 
- Manoscritti polironiani[18]
- Manoscritti ebraici[19]
- Antiche stampe cartografiche[20]
- Archivio della Comunità ebraica[21]
- Periodici storici locali[22]